# C/1963 A1 (Ikeya)
C/1963 A1 (Ikeya), também conhecido como cometa 1963I e 1963a, é um cometa de longo período descoberto por Kaoru Ikeya em 2 de janeiro de 1963. O cometa passou pelo periélio pela última vez em 21 de março de 1963, quando atingiu uma magnitude aparente de 2,8.

## História observacional
O cometa foi descoberto pelo astrônomo amador japonês Kaoru Ikeya em 2 de janeiro de 1963. Naquela época, Kaoru Ikeya tinha 19 anos e usava um telescópio de 8 polegadas feito por ele mesmo. O cometa estava localizado três graus a sudoeste de π Hydrae, tinha uma magnitude estimada de 12 e era difuso. Ele confirmou sua descoberta no dia seguinte e telegrafou sua descoberta para o Observatório Astronômico de Tóquio, e o novo cometa foi fotografado com o Astrográfico Brashear.
No momento da descoberta, o cometa estava se movendo rapidamente para o sul e, após 25 de janeiro, não pôde ser observado do hemisfério norte. O cometa tornou-se circumpolar no céu do sul e, entre 11 e 13 de fevereiro, estava na constelação de Octans, perto do polo celeste sul, e depois se moveu para o norte. O cometa estava aumentando seu brilho durante fevereiro e 15 de fevereiro foi o dia do seu perigeu, a uma distância de 0,327 UA (48,9 milhões de km; 30,4 milhões de mi) da Terra. O cometa desenvolveu uma cauda que, fotograficamente, foi estimada em 8 graus de comprimento em 18 de fevereiro, enquanto atingia a terceira magnitude e era visível a olho nu. A cauda originalmente tinha uma forma simples e reta, mas sua estrutura tornou-se mais complexa até o final do mês.
Em março de 1963, o cometa voltou a ser visível no hemisfério norte. Em 10 de março, a magnitude aparente do cometa foi estimada em 4,5. O comprimento da cauda foi relatado como sendo de quase 20 graus em 21 de março, a data do periélio. Após o periélio, o cometa estava em conjunção com o Sol e não pôde ser observado. Ele atingiu sua elongação mínima de 4° em 12 de abril.
O cometa novamente pôde ser observado em meados de maio no céu matutino e estava mais brilhante do que o esperado, pois o astro enfraqueceu a uma taxa mais lenta do que se iluminou, tendo uma magnitude de 7 a 8. O cometa mais brilhante do que o esperado levou a alguns relatos de que este era um novo cometa, mas observações fotográficas revelaram que havia apenas um cometa na região, o cometa Ikeya. Em fotografias de longa exposição em meados de junho, a cauda tinha mais de meio grau de comprimento. O cometa enfraqueceu rapidamente em setembro e outubro e foi observado pela última vez em 12 de outubro.

## Resultados científicos

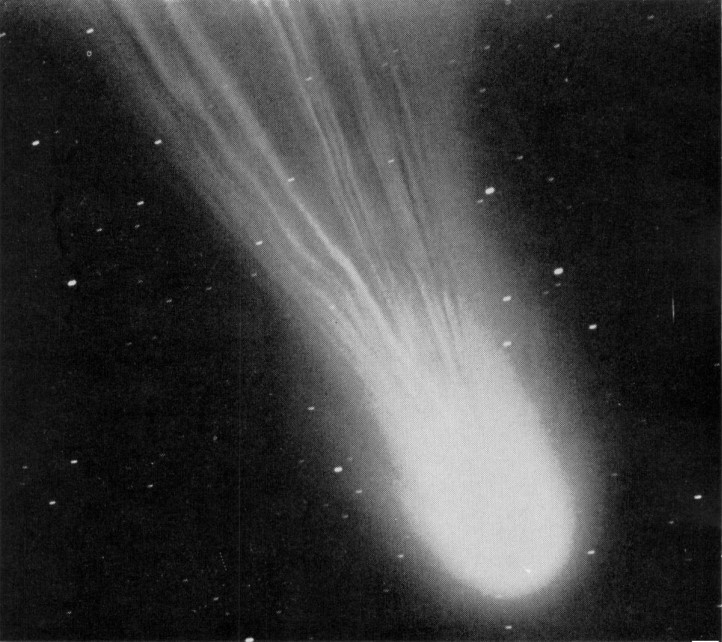
A cabeça do cometa em 20 de março de 1963

Em 5 e 6 de março de 1963, espectrogramas do cometa puderam ser obtidos no Observatório Palomar na Califórnia, mostrando as linhas de emissão de CN, C2 e C3. A razão dos isótopos 12C/13C pôde ser determinada a partir das intensidades. O valor estava em uma faixa comparável à da Terra. O espectro obtido do Observatório Lick mostrou a presença de carbono diatômico e NH2 e também apresentou uma linha forte em λ 6200.

## Chuvas de meteoros
O cometa é considerado o corpo-gerador de várias chuvas de meteoros, pois foi modelado que sua passagem criou cinco trilhas de poeira que cruzam a órbita da Terra. Duas dessas chuvas de meteoros foram identificadas como π-Hydrids e δ-Corvids. Além disso, a chuva de meteoros de α-Sextantids também pode estar associada ao cometa Ikeya. Mais uma chuva de meteoros visível nos dados das Câmeras para Vigilância de Meteoros Allsky, chamada θ-Leonids, também é uma boa correspondência com as trilhas de meteoros previstas.